# Handia (film)

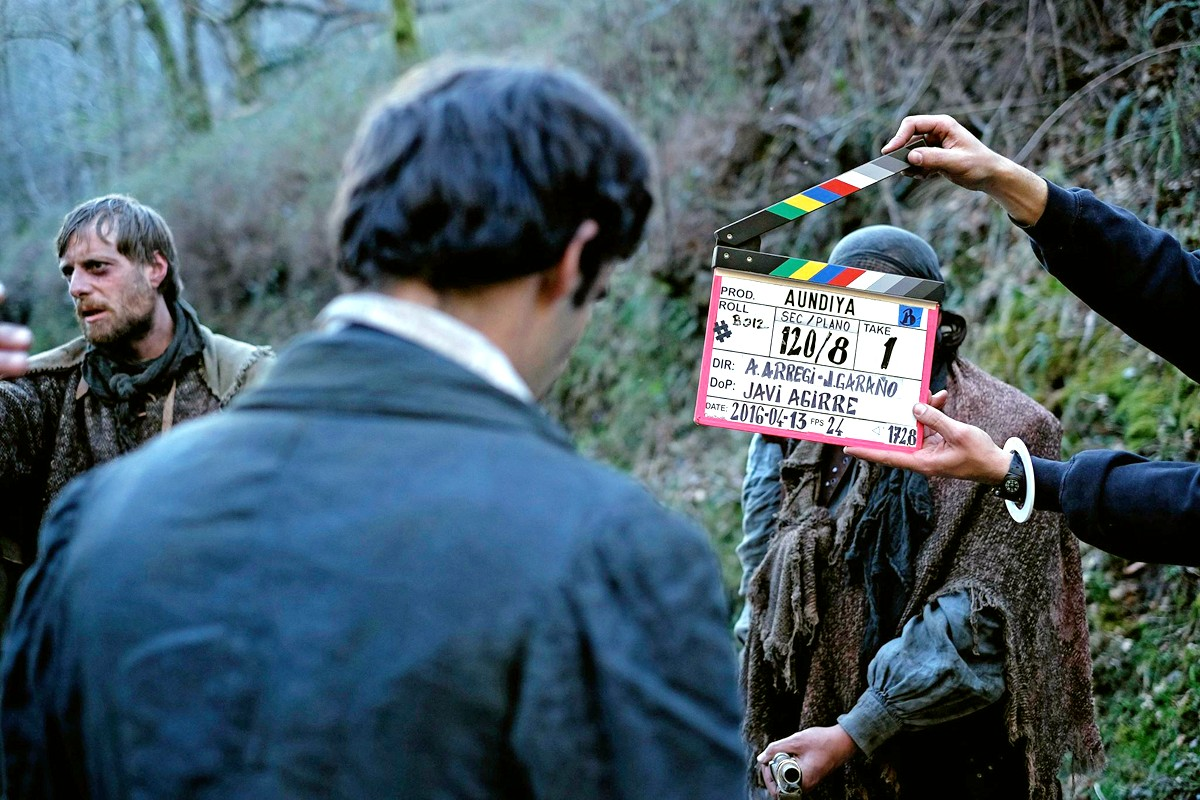
Op de set van Handia

Handia is een Spaanse film uit 2017, geregisseerd door Aitor Arregi en Jon Garaño.

## Verhaal
Na de Eerste Carlistenoorlog keert Martín terug naar de familieboerderij. Hij is verrast wanneer hij ziet dat zijn kleine broertje Joaquín veel groter is dan hij zou moeten zijn voor zijn leeftijd. Martín is ervan overtuigd dat mensen bereid zijn geld te betalen om de 'langste man ter wereld' te zien. Ze starten een reis door Europa om rijkdom en bekendheid te krijgen.

## Rolverdeling
| Acteur          | Personage |
| --------------- | --------- |
| Joseba Usabiaga | Martín    |
| Eneko Sagardoy  | Joaquín   |
| Iñigo Aranburu  | Arzadun   |
| Ramon Agirre    | Antonio   |
| Aia Kruse       | María     |

## Ontvangst

### Recensies
Op Rotten Tomatoes geeft 71% van de 7 recensenten de film een positieve recensie, met een gemiddelde score van 6,8/10.

### Prijzen en nominaties
Een selectie:
| Jaar | Evenement                       | Categorie                     | Genomineerde                                                   | Resultaat   |
| ---- | ------------------------------- | ----------------------------- | -------------------------------------------------------------- | ----------- |
| 2017 | San Sebastián (65ste editie)    | Gouden Schelp voor beste film | Handia                                                         | Genomineerd |
| 2017 | San Sebastián (65ste editie)    | Speciale Juryprijs            | Handia                                                         | Gewonnen    |
| 2018 | Premios Goya (32ste uitreiking) | Beste film                    | Handia                                                         | Genomineerd |
| 2018 | Premios Goya (32ste uitreiking) | Beste regisseur               | Aitor Arregi, Jon Garaño                                       | Genomineerd |
| 2018 | Premios Goya (32ste uitreiking) | Beste debuterend acteur       | Eneko Sagardoy                                                 | Gewonnen    |
| 2018 | Premios Goya (32ste uitreiking) | Beste origineel scenario      | Aitor Arregi, Andoni De Carlos, Jon Garaño, José María Goenaga | Gewonnen    |
| 2018 | Premios Goya (32ste uitreiking) | Beste camerawerk              | Javier Agirre Erauso                                           | Gewonnen    |
| 2018 | Premios Goya (32ste uitreiking) | Beste montage                 | Laurent Dufreche, Raúl López                                   | Gewonnen    |
| 2018 | Premios Goya (32ste uitreiking) | Beste artdirector             | Mikel Serrano                                                  | Gewonnen    |
| 2018 | Premios Goya (32ste uitreiking) | Beste productiemanager        | Ander Sistiaga                                                 | Gewonnen    |
| 2018 | Premios Goya (32ste uitreiking) | Beste geluid                  | Iñaki Díez, Xanti Salvador                                     | Genomineerd |
| 2018 | Premios Goya (32ste uitreiking) | Beste speciale effecten       | Jon Serrano, David Heras                                       | Gewonnen    |
| 2018 | Premios Goya (32ste uitreiking) | Beste kostuums                | Saioa Lara                                                     | Gewonnen    |
| 2018 | Premios Goya (32ste uitreiking) | Beste grime en haarstijl      | Ainhoa Eskisabel, Olga Cruz, Gorka Aguirre                     | Gewonnen    |
| 2018 | Premios Goya (32ste uitreiking) | Beste filmmuziek              | Pascal Gaigne                                                  | Gewonnen    |